# Санда Крго
Санда Крго (Гламоч, 27. фебруар 1955) је босанскохерцеговачка позоришна и телевизијска глумица.

## Биографија
Санда Крго је рођена у Гламочу као Сенада Крго 27. фебруара 1955. године. Завршила је глуму у Сарајеву на одсјеку за глуму Филозофског факултета. Глумила је у Народном позоришту у Зеници и Народоном позоришту у Мостару. Од 1994. године игра представе у Хрватском народном казалишту у Мостару. Ту је играла бројне представе као Божићна прича, У агонији, Кокошка и Бљесак златног зуба. Добила је награду "Мала лиска" која се додјељује у оквиру фестивала "Мостарске лиске", фестивала комедије Босне и Херцеговине.

## Филмографија
| Год.        | Назив                     | Улога         |
| ----------- | ------------------------- | ------------- |
| 1980.-е     |                           |               |
| 1983.       | Загрљеници                | Олга          |
| 1985.       | Брисани простор           | Цицина ћерка  |
| 1990.-е     |                           |               |
| 1992.       | Алекса Шантић (ТВ серија) |               |
| 2000.-е     |                           |               |
| 2003.-2006. | Виза за будућност         | Сања          |
| 2010.-е     |                           |               |
| 2011.       | Луд, збуњен, нормалан     | Сузана        |
| 2013.       | Одбрана и заштита         | Миланова Жена |